# Decuriasuchus

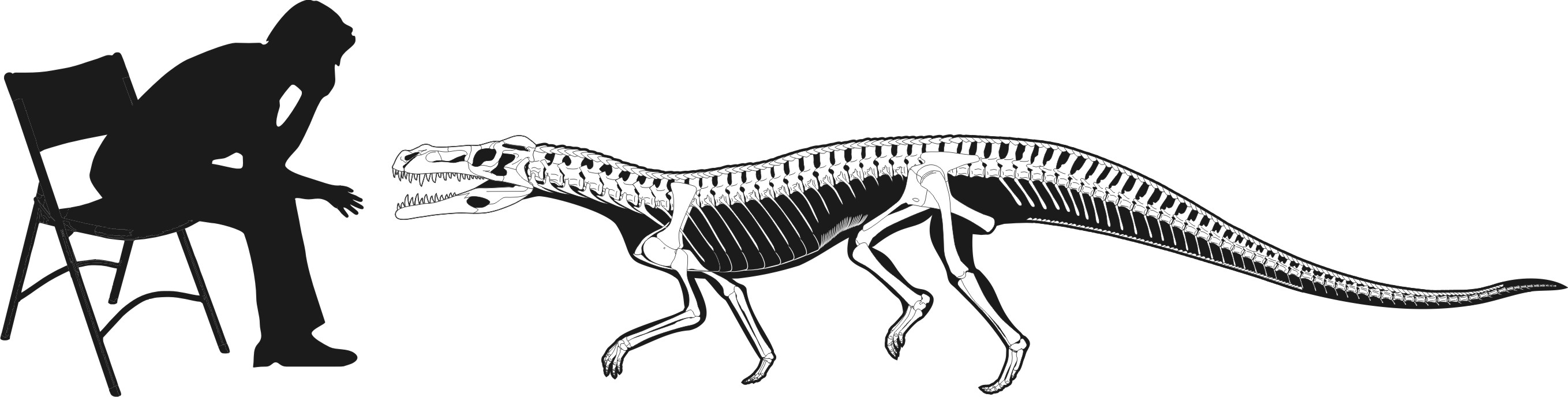

Decuriasuchus — вимерлий рід лорікатів середнього тріасового періоду (ладинський етап). Це хижий архозавр, який жив на території сучасної південної Бразилії, в Палеорроті. Його вперше назвали Марко Ауреліо Г. Франца, Хорхе Феріголо та Макс К. Лангер у 2011 році, а типовим видом є Decuriasuchus quartacolonia. Родова назва означає «загін із десяти крокодилів» латинською та грецькою мовами стосовно десяти відомих екземплярів і можливої групової поведінки тварини. Конкретна назва стосується регіону Quarta Colonia, де були зібрані скам'янілості.